# شهرستان لیبرتی (جورجیا)
شهرستان لیبرتی، جورجیا (به انگلیسی: Liberty County, Georgia) یک سکونتگاه مسکونی در ایالات متحده آمریکا است که در جورجیا واقع شده‌است.